# Codreni
Codreni è un comune della Moldavia situato nel distretto di Cimișlia di 722 abitanti al censimento del 2004.

## Località
Il comune è formato dall'insieme delle seguenti località: (popolazione 2004)
- Codreni (491 abitanti)
- Zloti (231 abitanti)